# Bombardement de Jaén
Guerre d'Espagne
Le bombardement de Jaén est une attaque aérienne menée contre la ville de Jaén en Andalousie le 1er avril 1937 pendant la guerre d'Espagne par la Légion Condor du Troisième Reich qui soutenait les nationalistes. Le bombardement fut ordonné par le général Queipo de Llano, en représailles au raid républicain sur Cordoue.

## Le bombardement

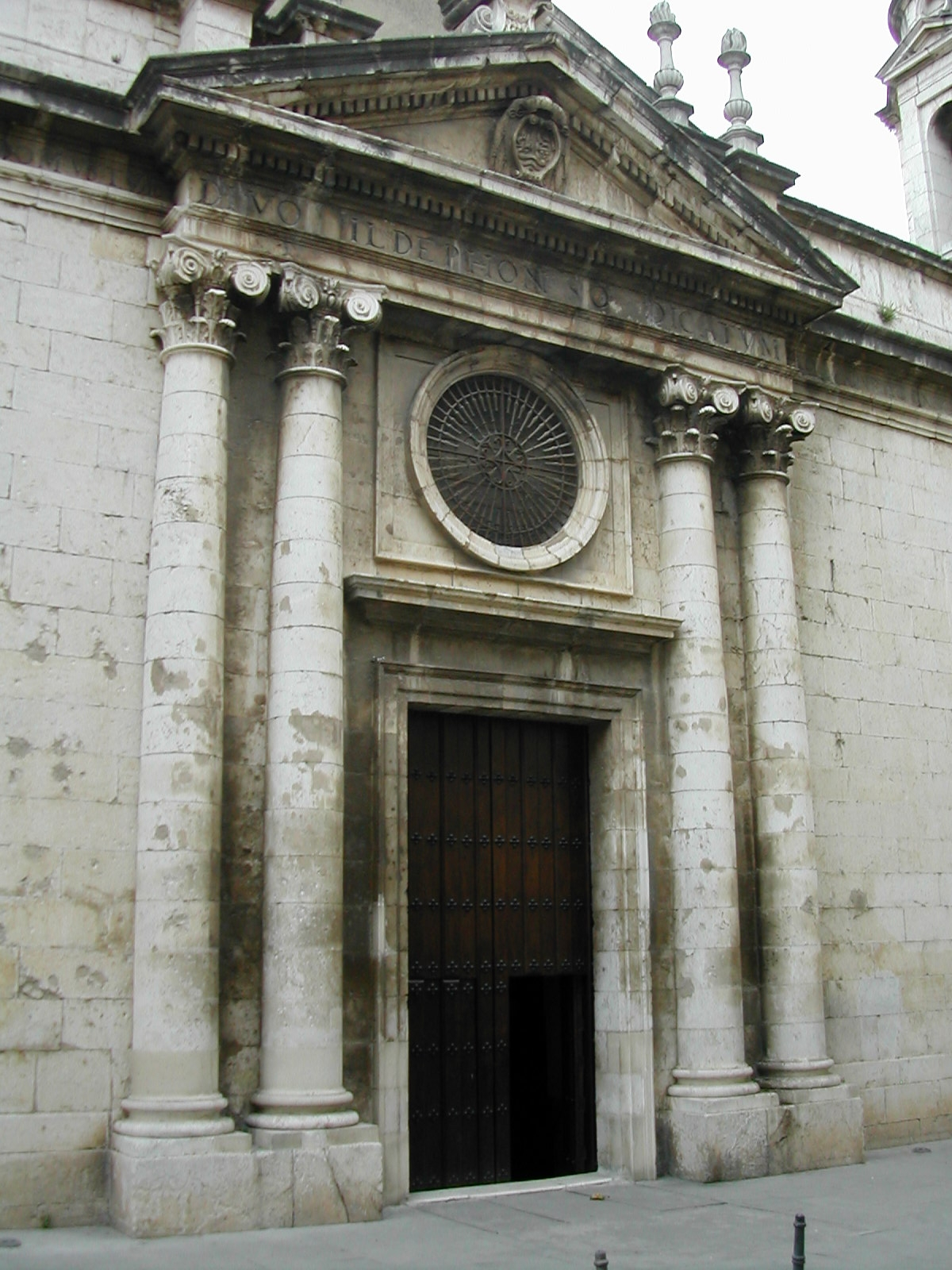
Porte de la basilique San Ildefonso en 2011. Les dégâts du bombardement sont toujours visibles.

6 bombardiers Junkers Ju 52 allemands mènent un raid sur la ville le 1er avril, qui n'avait pas de défenses anti-aériennes et de cibles militaires républicaines. Les rapports estiment que 159 civils ont été tués et des centaines d'autres blessés, soit un bilan comparable à celui du bombardement de Guernica qui aura lieu quelques semaines plus tard.

## Représailles
Les autorités locales républicaines exécutèrent 128 prisonniers de guerre nationalistes.